# Agrilus masumotoi
Agrilus masumotoi es una especie de insecto del género Agrilus, familia Buprestidae, orden Coleoptera.
Fue descrita científicamente por Ohmomo, 2011.